# Inspecteur Studer
Pour les articles homonymes, voir Studer.
L'Inspecteur Studer est un roman policier de Friedrich Glauser, paru en 1936. Il s'agit également du nom du personnage romanesque inventé par l'auteur et héros de ce roman éponyme et d'une série policière.

## Le roman

### Contexte de publication et réception
Une première attestation de cette œuvre remonte au 6 novembre 1935, ce jour-là Friedrich Glauser en fait une lecture publique à la maison de Humm à Zurich. 
Le roman paraît aux éditions Morgarten à Zurich et Leipzig en 1936, sous le titre : Erwin Schlumpf, Mord que l'on peut traduire littéralement par : Erwin Schlumpf, meurtre. 
Il paraît simultanément en feuilleton dans le Zürich Illustrierte à partir du 24 juillet 1936. Le journal modifie le titre du roman de Friedrich Glauser et s'en explique de la manière suivante :

« Nous avons modifié le titre pour le Zürich Illustrierte, parce que cet inspecteur détective apparaît ici comme un personnage complètement nouveau et du plus grand intérêt dans la littérature romanesque suisse. C'est un collègue de Mr. Sherlock Holmes de Conan Doyle et de ces autres maîtres de la logique à qui Edgar Wallace a attribué ce don de l'analyse. Notre inspecteur Studer diffère cependant de ces esprits subtils et de ces chasseurs de criminels en ce sens qu'il est un homme singulier, nouveau, un homme chaleureux, un simple Suisse. »

Le 5 janvier 1983, Peter von Matt dans la rubrique « Romans d'hier, lus aujourd'hui » du Frankfurter Allgemeine écrivait à propos de ce roman : « Le livre, L'Inspecteur Studer, fait partie des quelques points de repères qui jalonnent le paysage littéraire de la Suisse... »

### Résumé
À la suite de l'arrestation d'un suspect et de sa tentative de suicide en prison, l'inspecteur Studer décide d'approfondir une affaire en apparence bien simple. Pour cela, il se rend dans le village bernois de Gerzenstein, que l'inspecteur surnomme : « le village des boutiques et des postes de radio ».
Ce roman policier restitue l'atmosphère de la campagne et les mentalités de village. L'auteur et l'inspecteur s'intéressent avant tout à la psychologie des personnages.

### Adaptation
- 1939 : L'Inspecteur Studer (Wachtmeister Studer), film suisse de langue allemande réalisé par Leopold Lindtberg et produit par la société Praeseins Film, adaptation du roman éponyme, avec Heinrich Gretler dans le rôle-titre

## Le personnage
L'inspecteur Studer, Jakob Studer, est un homme âgé, un peu rond et avec une moustache. Il est marié à Hedwig qu'il appelle Hedy, il est grand-père. Il fut commissaire mais il a été rétrogradé à la suite d'une obscure affaire qui touchait à des banques, des hommes importants et au colonel Caplaun, son ennemi. Il recommence alors comme simple inspecteur pour la police bernoise. Il est parfaitement francophone et parle "comme un vieux Genevois", sa mère est de Nyon. Il dégage "une paix, une assurance étrange [il possède] une forte personnalité". C'est un inspecteur très porté sur la psychologie qui fait souvent preuve d'empathie pour les criminels qu'il poursuit. Sa position préférée consiste à s'accouder sur ses cuisses, joindre les mains et garder le regard baissé. Enfin, c'est un fumeur de Brissago qui refuse rarement un verre d'alcool.